# Szvorest
Szvorest (vagy Frumusika, románul: Frumușica) település Romániában, Moldvában, Botoșani megyében

## Fekvése
Balusenitől és Flamonzától délkeletre fekvő település.

## Leírása
Frumușica községközpont, 5 falu tartozik hozzá: Boscoteni, Rădeni, Storești, Șendreni és Vlădeni-Deal.